# تبارزایی
تبارزایی (به انگلیسی: Phylogeny)، تبارزایی‌شناسی یا فیلوژنتیک (به انگلیسی: Phylogenetics) شاخه‌ای در علم زیست‌شناسی می‌باشد که به بررسی ارتباط تکاملی گروه‌های مختلف جانداران نظیر گونه‌ها یا جمعیت‌ها می‌پردازد، که از داده‌های توالی‌یابی مولکولی و ماتریس‌های داده‌های ریخت‌شناسی به‌دست می‌آید.
واژه فیلوژنتیک از ریشه یونانی فیل (φυλή/φῦλον) به معنی «تبار»، و ژنتیکوس (γενετικός) به معنی «مربوط به زایش» یا زایشی گرفته شده است. آرایه‌شناسی، طبقه‌بندی، شناسایی و نام‌گذاری جانداران بسیار از فیلوژنتیک کمک گرفته‌اند، ولی همچنان از نظر روش‌شناسی و منطقی از آن مجزا هستند.
تبارزایی با علم سامانه‌شناسی فیلوژنتیک (اکثراً تبارگرایی یا شاخه‌بندی خوانده می‌شود) وجوه اشتراک دارد، که در آن تنها درختان فیلوژنتیک برای محدود کردن آرایه و نمایش گروه‌های دودمانی وابسته استفاده می‌شوند. در سامانه‌شناسی زیستی، تحلیل فیلوژنتیک به ابزاری ضروری برای پژوهش روی درخت فرگشتی حیات مبدل شده است.

## ساخت درخت تبارزایی
تکامل را می‌توان یک روند انشعاب دانست، روندی که به موجب آن جمعیت‌هایی از موجودات زنده با گذر زمان تغییر می‌کنند و در اثر تغییرات به شاخه‌های جداگانه‌ای گونه‌زایی می‌کنند، با هم درمی‌آمیزند (ادغام می‌شوند)، یا به واسطه انقراض از میان می‌روند. این روند را می‌توان توسط یک درخت فیلوژنتیکی مجسم کرد.
مشکل اساسی در فیلوژنتیک این است که اطلاعات ژنتیکی فقط برای آرایه‌های امروزی موجد هستند، و سوابق فسیلی حاوی اطلاعات کم و شاخصه‌های ریخت‌شناختی مبهمتری هستند. یک درخت تبارشناسی نشان‌دهنده فرضیه‌ای است دربارهٔ روندی که طبق آن رویدادهای تکاملی فرض می‌شود که اتفاق افتاده‌اند.
کلاد بندی روش مرسوم برای استنباط درخت تبارشناسی است. معمول‌ترین روش‌های مورد استفاده برای استنباط فیلوژنی شامل پارسیمونی (یا کمترین فرضیات)، درست‌نمایی حداکثری، و استنتاج بیزی مبتنی بر MCMC هستند. فنتیک، روشی محبوب در اواسط قرن بیستم که در حال حاضر تا حد زیادی منسوخ شده، از روش ماتریس فاصله استفاده می‌کند تا درختی ایجاد کند مبتنی بر تشابهات شکلی، که تصور می‌شود تقریب خوبی از روابط تبارشناختی باشد. همه این روش‌ها وابسته به مدل‌های ریاضی ضمنی یا صریحی هستند که تکامل شاخصه‌های مشاهده شده در گونه‌های مورد مطالعه را توضیح می‌دهند. این مدل‌ها معمولاً بر اساس داده‌های مولکولی ساخته می‌شوند، و شاخصه‌ها در این نوع مدل‌ها نوکلئوتیدها یا رشته‌های اسید آمینه برخط شده هستند.

## گروه‌بندی جانداران

گروه‌های فیلوژنتیک یا آرایه‌ها می‌توانند گروه فراگیر، گروه نافراگیر یا گروه چندنیا باشند.

گروه‌های تبارشناسی یا آرایه‌ها می‌توانند گروه فراگیر monophyletic، گروه نافراگیر paraphyletic یا گروه چندنیا polyphyletic باشند. به عنوان نمونه شواهد نشان می‌دهد که همه پرندگان و خزندگان از یک نیای مشترک پدید آمده‌اند بنابراین با قرار دادن آن‌ها در یک دسته گروهی تشکیل می‌شود که هم نیای اصلی و هم همه نوادگان او را دربر می‌گیرد و بنابراین یک گروه فراگیر (زرد در شکل پایین) است. از آن‌جا که پرندگان تفاوتی عمده با خزندگان پیدا کرده‌اند زمانی که آن‌ها را از دسته خزندگان برداشته و حذف کنیم یک گروه نافراگیر (آبی متمایل به سبز در شکل) باقی می‌ماند. یک نوع دسته‌بندی دیگر در نظر گرفتن گروهی به نام جانوران خونگرم است که شامل تنها پستانداران و پرندگان می‌شود (قرمز / نارنجی در شکل) به این دسته، گروه چندنیا گفته می‌شود زیرا اعضای آن به‌تازگی نیای مشترک نداشته‌اند.

## تبارزایی مولکولی
ارتباط تکاملی بین موجودات به وسیله درخت تبارشناسی نمایش داده می‌شود. از آنجا که تکامل در طول دوره‌های زمانی طولانی که به‌طور مستقیم قابل مشاهده نیست اتفاق می‌افتد، زیست‌شناسان مجبورند تبارزایی‌ها را با استنباط روابط تکاملی میان جانداران امروزی بازسازی کنند. سنگواره‌ها می‌توانند به بازسازی تبارزایی‌ها کمک کنند؛ اما، رکوردهای فسیلی اغلب بیش از حد کمیاب هستند و کمک خوبی نیستند؛ بنابراین، زیست‌شناسان معمولاً به تجزیه و تحلیل موجودات امروزی برای شناسایی روابط تکاملی آن‌ها محدود هستند. روابط تبارزایی در گذشته از روی ویژگی‌های فنوتیپ، که اغلب شاخصه‌های کالبدشناختی می‌باشند، بازسازی می‌شدند. امروزه، داده‌های مولکولی، شامل پروتئین و رشته‌های دی‌ان‌ای، برای ساخت درخت‌های فیلوژنتیک استفاده می‌شوند.
هدف کلی از پروژهٔ ساخت درخت زندگی (AToL) که بنیاد ملی علوم آمریکا آن را راه انداخته، آنست که روابط تکاملی گروه‌های زیادی از موجودات در طول تاریخ حیات را کشف کند. این پژوهش‌ها اغلب شامل تیم‌های بزرگی می‌شود که در موسسات و رشته‌های متنوع کار می‌کنند.

## نظریه رشد و نمو ارنست هکل

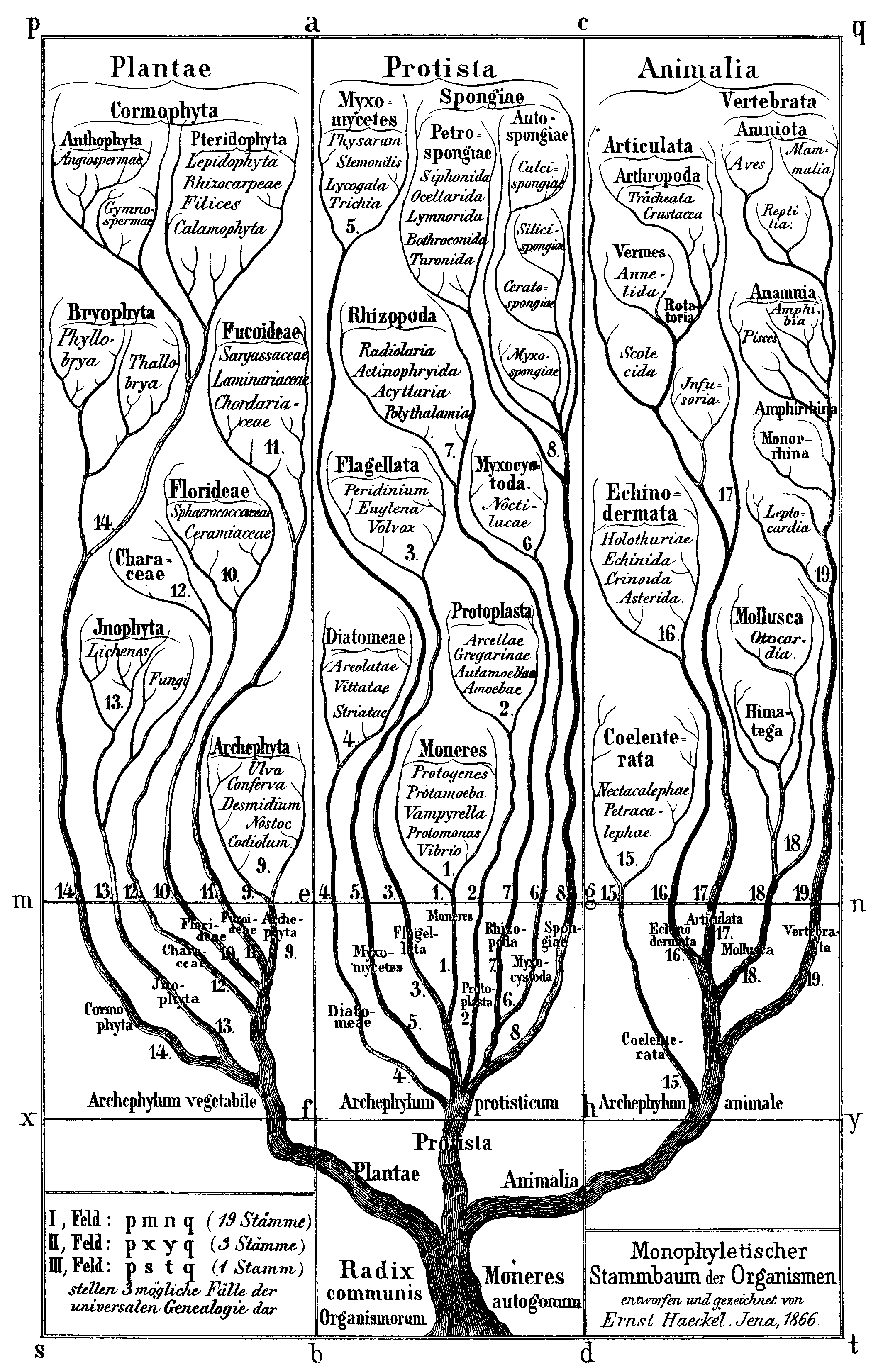
شجره نامه پیشنهادی ارنست هکل(۱۸۶۶)

در اواخر قرن ۱۹ میلادی نظریه تکرار رشد و نمو هکل، یا قانون زیستی به‌طور گسترده پذیرفته شد. این نظریه اغلب به عنوان "ontogeny recapitulates phylogeny" شناخته می‌شود؛ یعنی پیشرفت و تکامل یک موجود دقیقاً بازتاب پیشرفت و فرگشت ان گونه است.
(ارنست هکل را ببینید)

## تبادل ژن
به‌طور معمول ارگانیسم‌ها به دو طریق می‌توانند ژن‌ها را به ارث ببرند: انتقال افقی ژن و انتقال عمودی ژن. انتقال افقی ژن شامل انتقال ژن از والد به فرزندان است. انتقال عمودی ژن یا انتقال جانبی ژن وقتی اتفاق می‌افتد که ژن بین دو ارگانیسم بدون ارتباط جهش کند. این یک پدیده معمولاً در تک سلولی‌ها است. یک مثال خوب از این نوع ساخت آنتی‌بادی‌های مقاوم به عنوان نتیجه تبادل ژن بین بعضی از باکتری‌ها و MDR است.
انتقال عمودی ژن، امر مشخص‌سازی ساختار نژادی یک گونه را دشوار می‌کند؛ و بر حسب اینکه چه ژنی در ساخت درخت تکاملی به کار گرفته شده باشد، ناهماهنگی‌هایی در ساختار ژنی در بین گونه‌های خاص از موجودات گزارش شده است.
کارل وز، با تئوری سه بعدی حیات (eubacteria, archaea and eukaryota) شناخته می‌شود. این نظریه بر پایه کشف خود او که ژن‌هایی که RNA‌های داخل ریبوزوم (rRNA) را دیکد می‌کنند از قدیم داخل ارگانیسم‌ها بوده و در کل شکل حیات توزیع شده‌اند؛ و انتقال عمودی ژن یا بر روی آن‌ها تأثیر نگذاشته یا کمترین تأثیر را گذاشته است؛ بنابراین می‌توان از rRNA به عنوان یک ساعت مولکولی برای تشکیل ساختار ژنی استفاده کرد. این به‌طور خاص برای ساختارشناسی می‌کرو جانداران مفید است.

## نمونه‌گیری آرایه و علامت تبارزایی
به علت توسعه تکنیک‌های پیشرفته استخراج توالی در زیست‌شناسی مولکولی امکان جمع‌آوری مقدار زیادی اطلاعات جهت استنتاج فرضیه‌های فیلوژنی فراهم شده است. به عنوان مثال پیدا کردن مقالاتی در مورد میتوکندری (با حدود ۱۶۰۰۰ نوکلئوتید در اکثر حیوانات) که بر پایه ماتریس کاراکتر هستند ساده است.
به هر حال افزایش taxaها خیلی اهمیت دارد زیرا افزایش taxaها به معنی افزایش دقت و در نتیجه ایجاد درخت فیلوژنی مقاوم تر است.
در فیلوژنتیک ما انتظار دنباله‌های نسبتاً طولانی را داریم و این یک دلیل محکم برای این است که در فیلوژنتیک، داده‌های به‌دست آمده از سنگواره‌ها را هر جا که ممکن باشد، استفاده می‌کنیم.
البته داده‌های تبارزایی فسیل‌ها بیشتر شامل اطلاعات ریخت‌شناسی است تا اطلاعات مربوط به DNA.
Derrick Zwickl و David Hillis با استفاده از شبیه‌سازی نشان دادند، افزایش نمونه‌های آرایه (زیست‌شناسی) در استنتاج فیلوژنتیک تأثیر مثبتی دارد و دقت آنالیز فیلوژنتیک را افزایش می‌دهد.
عامل دیگری که در دقت درخت ساخته شده مؤثر است این است که آیا داده‌های آنالیز شده، شاما اطلاعات سودمند فیلوژنتیک بوده‌اند یا نه. این عامل به عنوان یک ضابطه عادی برای تشخیص اینکه دو جاندار شبیه به هم آیا دنباله فیلوژنتیک مشابه به هم نیز دارند، استفاده می‌شود.
در نهایت هیچ راهی وجود ندارد که دقت یک نظریه خاص فیلوژنتیک را بررسی کند. مگر اینکه ارتباط دقیق آرایه (زیست‌شناسی)‌ها با استفاده از آزمایش بررسی شده باشد. بهترین نتیجه برای یک دسته‌بندی تجربی، می‌تواند یک درخت با انشعاب‌هایی باشد که برای شواهد موجود خوب عمل می‌کند.

## اهمیت داده‌های نداشته
حالت عادی اگر داده بیشتری هنگام ساخت درخت فیلوژنی داشته باشیم، نتیجتاً درخت با دقت و ارتباط بالا خواهیم داشت.
زیان داده‌های گم شده کم‌تر از داشتن داده کم نیست. اگر چه موقعی که داده‌های گم شده مربوط به تعداد کمی از taxaها باشد زیان کمتر است.
متمرکز کردن داده‌های گم شده در بین تعداد کمی از taxaها باعث تولید درخت مقاوم تر می‌شود.

## نقش سنگواره‌ها
به دلیل اینکه بسیاری از شاخه‌های ریخت‌شناسی شامل رویان‌شناسی یا بافت‌شناسی است، که نمی‌توانند سنگواره شوند و تفسیر فسیل بسیار گیج‌کننده تر از رده آرایه (زیست‌شناسی)‌های زنده است، در برخی موارد بسیار مشکل است که داده‌های فسیلی را برای فیلوژنتیک هماهنگ کرد.
با وجود این محدودیت‌ها اهمیت فسیل غیرقابل انکار است؛ زیرا آن‌ها می‌توانند اطلاعات مهمی در مورد فضاهای اسپارس در درختان فراهم کنند و انشعابات طولانی را بشکنند و به عنوان راس میانی قرار گیرند؛ بنابراین فسیل‌ها به همان اندازه که taxaهای جدید اهمیت دارند، مهم هستند.
فیلوژنتیک مولکولی می‌تواند نرخ تنوع ارگانیسم‌ها را مشخص کند. اما برای فهمیدن دنباله ایجاد و انقراض گونه‌ها و شناخت الگوها در تنوع ارگانیسم‌ها، داده‌های فسیلی باید استفاده شوند. تکنیک‌های مولکولی یک نرخ ثابت تنوع فرض می‌کنند، که به ندرت با واقعیت سازگار است، اما در مورد داده‌های فسیلی این‌گونه نیست.

## سبک‌وسنگین‌کردن هوموپلازی
بعضی از کاراکترهای مشخص با احتمال زیاد به همگرایی منجر می‌شوند. منطقا این کاراکترها باید وزن کمتری در ساخت درخت داشته باشند. متأسفانه تنها راه مشخص کردن همگرایی ساخت درخت است. وزن‌دار کردن کاراکترهای متشابه جانوری، به درخت با ساختار بهتر منجر می‌شود.

## یادداشت
1. ↑  Molecular Sequencing Data
2. ↑  Morphological Data Matrices
3. ↑  Phylogenetic nomenclature (PN) or phylogenetic
4. ↑  Aligned